# Psicología de género
El Género es concebido generalmente como el conjunto de características o rasgos que están asociados a un determinado sexo biológico (masculino o femenino). En países no occidentales, el género no siempre es concebido como binario, o estrictamente vinculado al sexo biológico. Como resultado, en algunas culturas hay un tercer, cuarto, quinto o más géneros. Las características que generalmente definen el género son referidas como masculinas o femeninas.
La formación del género es controvertida en muchos campos científicos, incluida la psicología. Específicamente, investigadores y teóricos tienen diferentes perspectivas sobre cuanto del el género se debe a factores biológicos, neuroquímicos y evolutivos (naturaleza), o si el género es el resultado de la cultura y la socialización (crianza). Esto es conocido como el debate de naturaleza versus crianza. Los subcampos de la psicología notan diferencias específicas en los rasgos de cada género, basadas en su perspectiva sobre el tema en el debate naturaleza versus crianza.

## Historia
El estudio del género despegó durante la década de los setenta. Durante este periodo, fueron publicados trabajos académicos que reflejaron los cambios en la visión de los investigadores hacia los estudios de género. Algunos de estos trabajos incluían libros de texto, ya que eran una forma importante de recopilar información y darle sentido al nuevo campo.  En 1978 fue publicado Women and sex roles: A social psychological perspective, uno de los primeros libros de texto en la psicología detrás de las mujeres y los roles de género. Otro libro de texto que fue publicado es Gender and Communication, el cual fue el primer libro de texto en discutir el tema de su asignatura.
Otros trabajos académicos influyentes se centraron en el desarrollo del género. En 1966, The Development of Sex Differences fue publicado. Este libro analizó qué factores influyen en el desarrollo del género de un niño. En sus respectivos capítulos, sus colaboradores propusieron como posibles explicaciones: el efecto de las hormonas, el aprendizaje social, y el desarrollo cognitivo. También, Man and Woman, Boy and Girl, de John Money fue publicado en 1972. Money reportó descubrimientos en su investigación realizada con sujetos intersexuales. El libro propuso que el entorno social en el que crece un niño es más importante para determinar su género que los factores genéticos que él o ella hereda. En años recientes, la mayoría de las teorías del doctor Money sobre la importancia de la socialización para determinar el género han sido objeto de intensas críticas, especialmente en relación con el falso reporte de éxito en el experimento "John/Joan" (ver David Reimer).
En 1974, The Psychology of Sex Differences fue publicado. En este se manifiesta que hombres y mujeres se comportan de manera muy similar de lo que se suponía anteriormente. También se proponía que los niños tienen mayor poder sobre el rol de género con el cual crecen, como escogiendo a qué padre imitar, o realizando actividades como jugar con figuras de acción o muñecas. Estos trabajos aportaron nuevos conocimientos al campo de la psicología de género.

## Perspectiva biológica
La diferenciación biológica es una parte fundamental de la reproducción humana. Los hombres tienen dos Alosomas sexuales diferentes, uno X y uno Y. Las mujeres tienen dos cromosomas X. El  cromosoma Y es el que determina la diferenciación sexual. Si el cromosoma Y está presente, el crecimiento está bajo líneas masculinas; lo que da como resultado la producción de testículos, que a su vez producen testosterona. Además de los efectos físicos, esta testosterona prenatal incrementa la probabilidad de ciertos patrones de comportamiento "masculinos" después del nacimiento, a pesar de que el impacto y el mecanismo exactos no están del todo claros. Partes del SRY y partes específicas del cromosoma Y también pueden influir posiblemente en diferentes comportamientos de género, pero a pesar de ello, estos impactos todavía no han sido identificados.
El enfoque biológico establece que la distinción entre hombres y mujeres se debe a diferencias hormonales inherentes. Algunos critican esta aproximación porque dejan poco espacio para la expresión sexual y el género, ya que afirman que ambos dependen de la estructura biológica. Explicaciones biológicas del género y las diferencias sexuales se han correlacionado con el trabajo realizado por Charles Darwin sobre la evolución. Él sugirió que tal y como los animales salvajes y las plantas presentan diferencias físicas entre los sexos, los humanos también lo hacían. Las perspectivas biológicas sobre la diferenciación psicológica a menudo establecen paralelismos con la naturaleza física de la diferenciación sexual. Estos paralelismos incluyen factores genéticos y hormonales que crean diferentes individuos, siendo la función biológica la principal diferencia. El cerebro controla el comportamiento de los individuos, pero está influenciado por los genes, hormonas y la evolución. La evidencia muestra que las formas en que niños y niñas se vuelven hombres y mujeres son diferentes, y que hay variaciones entre los individuos de cada sexo.
Se han realizado estudios para tratar de asociar las hormonas con la identidad de género de hombres y mujeres. La universidad de Okayama en Japón hizo un estudio para investigar la naturaleza biológica de la Disforia de género. Los investigadores examinaron cinco hormonas diferentes relacionadas con el sexo, y si aumentaban o no las posibilidades de un individuo de ser transexual. Examinaron transexuales de hombre a mujer (MTF) y de mujer a hombre (FTM), utilizando hombres y mujeres de control para comparar. Su investigación no encontró una diferencia significativa en la distribución de los genes examinados. Actualmente, los resultados no pueden proporcionar evidencia de que las diferentes variantes genéticas de las hormonas sexuales influyan en un individuo hacia la transexualidad MTF o FTM.

## Perspectiva cognitiva
Las diferencias en el Funcionamiento cognitivo relacionadas con el sexo se cuestionan en las investigaciones hechas en las áreas de percepción, atención, razonamiento, pensamiento, Resolución de problemas, memoria, aprendizaje, lenguaje y emoción. Las pruebas cognitivas en los sexos implican pruebas escritas que suelen tener un límite de tiempo, siendo la forma más común un test estandarizado como el SAT o ACT. Estos evalúan las habilidades individuales básicas en lugar de una combinación compleja de habilidades necesarias para resolver problemas de la vida real. El Análisis de las investigaciones encontró que había una falta de credibilidad cuando se basaba en estudios publicados sobre cognición, ya que muchos contenían hallazgos sobre diferencias cognitivas entre hombres y mujeres, pero pasaban por alto aquellos que no mostraban diferencia alguna, creando un conjunto de información sesgada. Las diferencias encontradas son atribuidas tanto a factores sociales como biológicos. La introducción de factores culturales está en congruencia con los elementos biológicos necesarios. Un artículo publicado en Review of Educational Research resume la historia de la controversia alrededor de las diferencias sexuales en la variabilidad de la inteligencia. A través de la investigación moderna, la idea principal ha establecido que los hombres tienen un rango mucho más amplio en el desempeño de las pruebas de CI. El estudio también analiza datos sobre diferencias en tendencias centrales a través de teorías ambientales y biológicas. Se encontró que los hombres tenían  una variación mucho más amplia que las mujeres en áreas de razonamiento cuantitativo, visualización espacial, ortografía, y conocimiento general. En la conclusión de los estudios, para formar un resumen preciso, se debe examinar tanto la variabilidad en las diferencias sexuales como en las tendencias centrales para generalizar las variaciones cognitivas de hombres y mujeres. Doreen Kimura, una psicobióloga, ha publicado libros y artículos específicamente sobre el tema del sexo y la cognición. Además, desde que Kimura estudió las diferencias de género en la cognición, ella ha demostrado generalizaciones hechas a partir de datos de investigación recogidos en el campo de la Psicología cognitiva. Los hombres son mejores en la habilidad motora de apuntar, mientras que las mujeres sobresalen en la coordinación de las habilidades motoras finas. Los chimpancés machos, por ejemplo, son mucho más propensos a lanzar piedras o trozos de tierra que su género correspondiente. En tareas espaciales, a los hombres les resultó más fácil visualizar geométrica y rotacionalmente, mientras que las mujeres usaban objetos como referencias al guiarse mediante una ruta. Las mujeres obtienen mejores resultados en la memoria de ubicación de objetos y la memoria verbal, aproximadamente más de la mitad de una desviación estándar. Estas pruebas no se han estudiado exhaustivamente durante un período de tiempo adecuado para llegar a una conclusión completa y precisa. Pruebas espaciales estandarizadas como la prueba de rotaciones mentales de Vandenberg han mostrado consistentes diferencias sexuales en esta área en los últimos treinta años. Las diferencias para tales pruebas promedian a una desviación estándar completa. Estos hallazgos científicos no han sido generalizados entre culturas. Las mujeres han demostrado tener una mayor habilidad al leer expresiones faciales y corporales en comparación a sus contrapartes masculinas. Aunque los estudios han encontrado que las mujeres tienen habilidades verbales más avanzadas,  los hombres y las mujeres no tienen vocabularios variados en la adultez. Las mujeres tienden a tener mejores capacidades de ortografía y memoria verbal. Kimura se refiere a un ejemplo de un estudio hecho en África oriental, el cual correlaciona a los niños, en su mayoría varones, quienes viajaron desde lo más lejos de su tribu con un excelente desempeño en tareas espaciales. Ella ofrece tres posibles explicaciones para la correlación. Primero, que aquellos con la habilidad espacial más capacitada tienden a tomar parte en experiencias que requieren dichas habilidades. El reforzamiento positivo inconsciente que una persona recibe al hacer algo bien, y los elogios que le siguen, pueden hacer ciertas actividades más atractivas y mucho más probables de ocurrir. Este fenómeno, en el que las personas acaban participando en actividades u ocupaciones de forma autodirigida, se denomina autoselección. Segundo, la experiencia capacita a la persona para desarrollar habilidades espaciales. El tipo de experiencia determina qué rasgos son desarrollados. Tercero, un factor externo como la temprana exposición a andrógenos pudo influir tanto en los componentes biológicos como ambientales.
A pesar de que hay una gran colección de información sobre cómo hombres y mujeres difieren en el Funcionamiento cognitivo y las diferencias físicas del cerebro de cada género, ambos conjuntos de información no han sido relacionados definitivamente entre sí mediante investigación. La gran diferencia entre géneros es el tamaño de los cerebros. El cerebro de los hombres es más grande y pesado que el de las mujeres en un 10-15%, aunque la relación entre el tamaño del cerebro y el cuerpo tanto en hombres como en mujeres varía basándose en el tamaño del cuerpo. Los investigadores han propuesto que el peso cerebral adicional de los hombres es la razón de la gran diferencia de los sexos en la capacidad espacial. Las mujeres parecen tener áreas más grandes de fibras conectivas entre los dos hemisferios, lo que se denomina asimetría hemisférica. Por lo tanto, e sugiere que hay roles más claramente definidos de los hemisferios en los hombres que en las mujeres debido a esta asimetría. Un informe de Simon LeVay en 1991, reveló información sobre la diferencia relacionada con el sexo de los núcleos intersticiales del hipotálamo anterior, o INAH. Se encontró que las mujeres tenían áreas más pequeñas del INAH en un  análisis post mortem realizado por investigadores holandeses y americanos. Las mismas diferencias fueron encontradas entre hombres homosexuales y heterosexuales. Se ha hecho una inferencia de que el tamaño de esta región está relacionado de alguna manera con la preferencia de la pareja sexual de un individuo. LeVay señala que estos descubrimientos se pueden correlacionar.

## Perspectiva sociocultural
En la mayoría de culturas, los humanos están sujetos a Roles de Género desde la infancia. Por ejemplo, las niñas típicamente visten de rosa y los niños típicamente de azul. Los esquemas de género, o ideales culturales de género, los cuáles determinan las preferencias de una persona, también se instalan en nuestros comportamientos desde la infancia. Los estudios [cita requerida]demuestran que es más probable que los niños pequeños interactúen con niños del mismo sexo que con niños del sexo opuesto o incluso con un grupo mixto.
A medida que la gente se hace mayor, Los estereotipos de género se vuelven más aplicables. La teoría del rol social se ocupa  principalmente de tales estereotipos, más específicamente la división del trabajo y la jerarquía de género. Cuando la teoría es aplicada en entornos sociales, tales como el lugar de trabajo, a menudo pueden conducir al sexismo. Está teoría también aplica a ciertos rasgos personales, tales como que los hombres son típicamente más asertivos y las mujeres más pasivas. De acuerdo a esta teoría, en la mayoría de las culturas, la mujer debe quedarse y atender la casa y el hogar mientras que el hombre trabaja, tanto para mejorar la casa, como para aumentar las finanzas.
En medio de tantos conceptos idealistas sobre los roles de un género específico en la sociedad, también hay individuos que eligen no ajustarse a las ideas de su cultura. A lo largo de la historia, los Roles de género han sido alterados y son mucho más flexibles de lo que han sido en los últimos siglos. Tales alteraciones incluyen igualdad de derechos políticos, así como también  oportunidades de empleo y educación disponibles únicamente para las mujeres. Las personas Homosexuales también están sujetas a ir en contra de las conformidades de género. El término Inversión de género congénita es usado para definir a los homosexuales que poseen un rasgo del sexo opuesto. Estos individuos tienden a tener mayor dificultad social con respecto a las normas culturales.